# EPP
EPP (англ. Extensible Provisioning Protocol — «расширяемый протокол предоставления информации») — гибкий протокол предназначенный для управления регистрационной информацией.
Протокол основан на XML. Используемый сетевой транспорт не фиксирован, и хотя на данный момент единственным задекларированным методом является передача поверх TCP, протокол спроектирован достаточно гибким и позволяет использовать в качестве транспорта такие протоколы как BEEP, SMTP или SOAP.
На данный момент EPP используется многими реестрами доменных зон, например таких как .ru, .com, .net, .org, .info, .aero, .mobi, .ag, .au, .br, .bz, .cz, .eu, .gi, .gr, .hn, .in, .kz, .me, .ee .mn, .pl, .ro, .md, .sc, .ua, .uk и .vc, а также регистраторами ENUM, например, оперирующими кодами +43 и +41.

## Документы RFC
- RFC 3375 — Generic Registry-Registrar Protocol Requirements
- RFC 3735 — Guidelines for extending EPP
- RFC 3915 — Domain Registry Grace Period Mapping for EPP
- RFC 4114 — E.164 Number Mapping for EPP
- RFC 4310 — DNS Security Extensions Mapping for EPP
- RFC 5730 — Extensible Provisioning Protocol (устаревшие — RFC 4930, RFC 3730)
- RFC 5731 — Extensible Provisioning Protocol Domain Name Mapping (устаревшие — RFC 4931, RFC 3731)
- RFC 5732 — Extensible Provisioning Protocol Host Mapping (устаревшие — RFC 4932, RFC 3732)
- RFC 5733 — Extensible Provisioning Protocol Contact Mapping (устаревшие — RFC 4933, RFC 3733)
- RFC 5734 — Extensible Provisioning Protocol Transport over TCP (устаревшие — RFC 4934, RFC 3734)